# 双龙风景名胜区

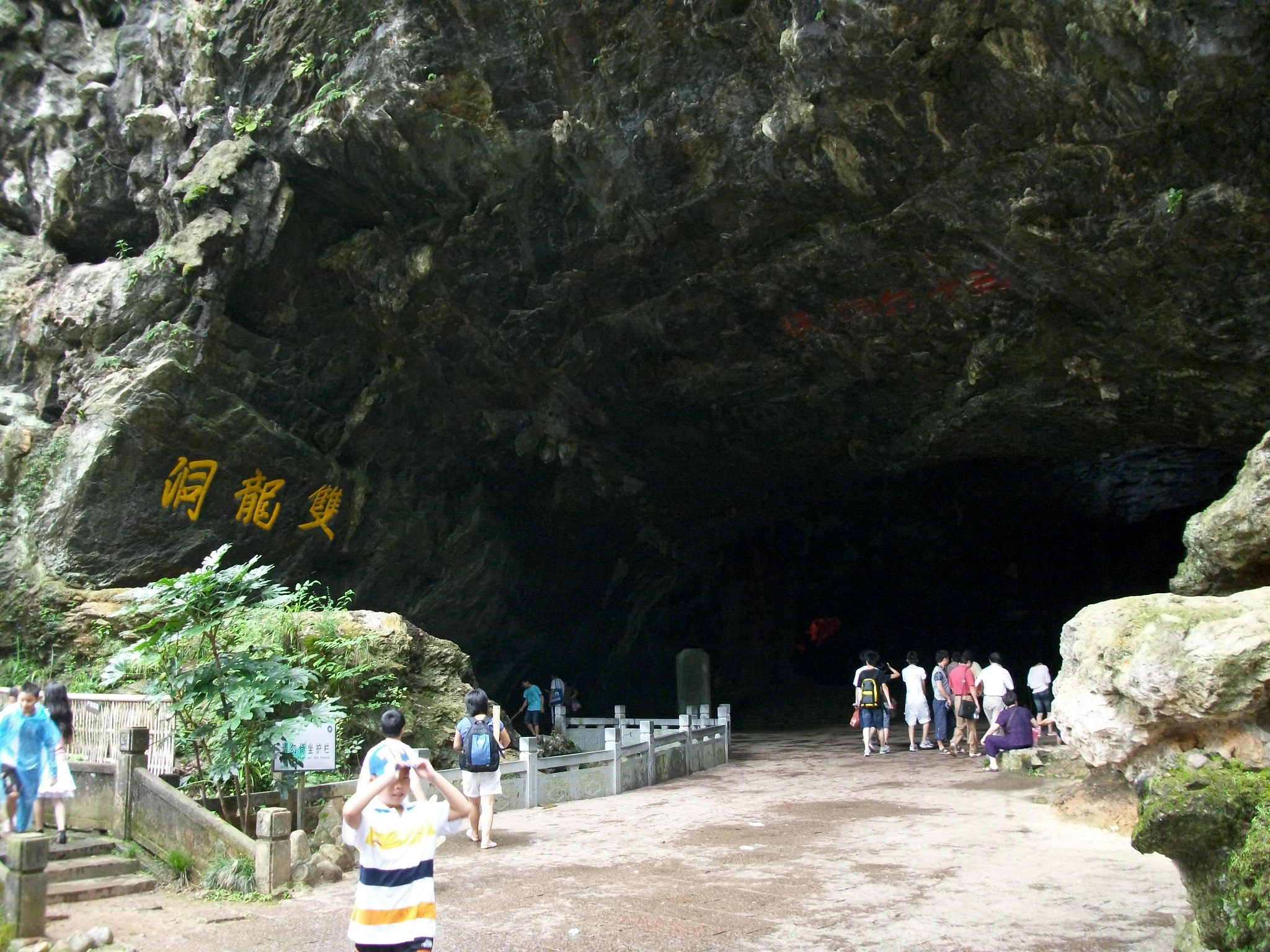
双龙洞洞口

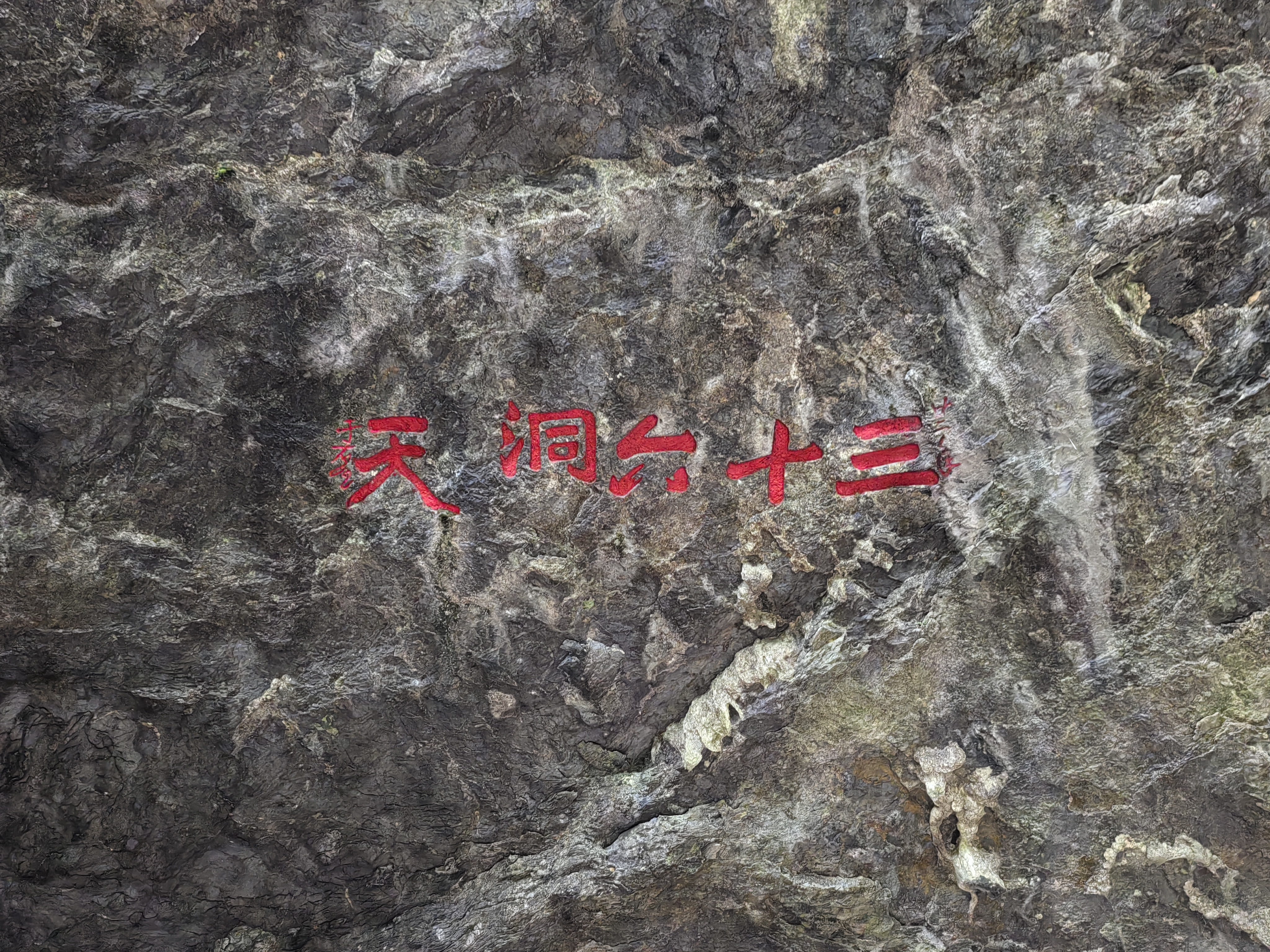
于右任在雙龍洞口題寫的「三十六洞天」

双龙风景名胜区位于中华人民共和国浙江省金华市婺城区北部，金华山南麓，距金华市区约8公里，面积约1200多平方米，海拔520米，是国家级风景名胜区，2024年评为国家5A级旅游景区。
景区分为双龙洞景区、黄大仙景区、尖峰山景区、大盘天景区、家园里景区、赤松山景区等六大景区，其中双龙洞景区、黄大仙景区已开发成熟。
双龙洞景区有双龙洞、冰壶洞、桃源洞、朝真洞、冰瀑洞等溶洞及金华观、双龙古堡。双龙洞由外洞和内洞两个部分组成，外洞面积达1200平方米，有古代的摩崖石刻，内洞面积约2000平方米，洞中岩壁有天然形成的皱褶，类似两条龙，故而得名。冰壶洞内瀑布是中国最大的溶洞瀑布。仙瀑洞内的瀑布落差高达73米，为世界洞瀑之最。
黄大仙景区有黄大仙祖宫。
叶圣陶曾经游历过双龙洞，并写下了《记金华的两个岩洞》，經刪節以《记金华的双龙洞》為題成為人民教育出版社小学語文教材課文。